# Conseil national du Nigeria et du Cameroun
Le Conseil national du Nigeria et du Cameroun (CNNC, en anglais : National Council of Nigeria and the Cameroons, NCNC) était un parti politique nigerian, actif de 1944 à 1966, pendant la période menant à l'indépendance et pendant celle suivant immédiatement cette indépendance en 1960. 

## Fondation
Le Conseil national du Nigeria et du Cameroun est fondé en 1944  par le Dr Nnamdi Azikiwe et Herbert Macaulay. Herbert Macaulay en est le premier président, alors que Azikiwe est son premier secrétaire.
Le CNNC résulte d'une coalition d'une longue liste de partis nationalistes, d'associations culturelles, et de mouvements syndicaux qui se sont alliés. Le parti est à l'époque le deuxième à mener un effort concerté pour créer un véritable parti nationaliste. Il regroupe différents ensembles, depuis des groupes religieux à des groupes de commerçants à caractère ethniques, à l'exception de quelques mouvements notables tels que l'Egbe Omo Oduduwa et, initialement, de l'Union nigériane des enseignants. Le Dr Nnamdi Azikiwe devient son deuxième président et le Dr MI Okpara, son troisième président, lorsque le Dr Azikiwe devient le premier président indigène du Nigeria. Le parti est considéré comme le troisième parti politique de premier plan formé au Nigeria après un parti basé à Lagos, le Parti national démocratique nigérian et le Nigerian Youth Movement formé par le professeur Eyo Ita, qui est devenu le président national adjoint du CNNC avant de le quitter pour former son propre parti politique, appelé le Parti de l'indépendance nationale.

## Pré-indépendance
Le premier test du parti a lieu lors des élections de 1951. Le parti remporte la majorité des voix dans la région orientale de la Chambre d'assemblée du Nigeria, mais devient l'opposition dans la région occidentale avec Azikiwe comme leader de l'opposition représentant Lagos. Bien que le Groupe d'action (AG) ait remporté une pluralité de voix lors de l'élection, ses perspectives étaient incertaines car le NCNC aurait pu obtenir une majorité s'il avait pu persuader le troisième parti, qui était un parti de la communauté d'Ibadan et qui avait été considéré par le NCNC comme son allié, de le soutenir. Il n'y est pas parvenu et l'AG a donc formé le gouvernement sur fond d'accusations de détournement de tapis par Azikiwe et son NCNC. Cet événement est toujours considéré par certains historiographes comme le début de la politique ethnique au Nigeria. Azikiwe est ensuite devenu le premier ministre de la région orientale du Nigeria en 1954.
Au cours d'une conférence nationale en 1954, le parti s'est opposé à un appel visant à inclure le droit de sécession - une position qui a été exploitée plus tard par le Nord et l'Ouest pour refuser à l'Est le droit de faire sécession lors de la guerre civile nigériane. Il avait fait valoir que le pays n'était pas une ligue de nations forcées et qu'il serait ruineux d'inclure un tel droit. Les politiques du parti, dès sa création, ont favorisé l'expression déterminée de l'autonomie et du nationalisme. Les principaux objectifs du parti, adoptés lors des campagnes ultérieures au pays et à l'étranger, étaient les suivants :
- L'extension des principes démocratiques et la promotion des intérêts des peuples du Nigeria et du Cameroun sous mandat britannique.
- La transmission d'une éducation politique au peuple du Nigeria afin de le préparer à l'autonomie.
- La mise à disposition d'un moyen d'expression pour les membres du NCNC par lequel ils s'efforceraient d'assurer au Nigeria et au Cameroun la liberté politique, l'égalité sociale, la tolérance religieuse et l'activité économique[4].

## Post-indépendance
Après l'indépendance du Nigeria, Azikiwe a été gouverneur général (1960-1963) et président (1963-1966). En 1966, un coup d'État militaire a mis fin au mandat présidentiel d'Azikiwe, et le NCNC s'est dissous dans la tourmente qui a suivi. Le NCNC a été accusé par ses adversaires de se concentrer excessivement sur les intérêts de la population Igbo. À la fin des années 1940, ce qui restait du Mouvement de la jeunesse nigériane, devenu en fait une organisation politique du Nigeria occidental, avait décidé de soutenir le Groupe d'action en accusant le NCNC d'impérialisme ethnique. Cependant, l'opposition occidentale avait besoin de raviver tactiquement les sentiments locaux car sa base était constituée d'élites locales qui dépendaient peu du sentiment nationaliste mais de l'activité économique et politique locale dans leurs différentes villes. Pendant la guerre de sécession du Biafra, Azikiwe est devenu le porte-parole de la république et le conseiller de son chef, Chukwuemeka Odumegwu Ojukwu, avant de retourner au Nigeria et de demander publiquement à Ojukwu de mettre fin à la guerre. Azikiwe devient président du Parti du peuple nigérian en 1978, et se présente sans succès à la présidence en 1979, puis en 1983.